# Lanloup
Lanloup település Franciaországban, Côtes-d’Armor megyében. Lakosainak száma 251 fő (2022. január 1.). Lanloup Pléhédel, Plouézec és Plouha községekkel határos.

## Népesség
A település népességének változása:
| Lakosok száma | 284  | 209  | 195  | 261  | 264  | 241  | 222  | 210  | 224  | 251  |
|               | 1968 | 1982 | 1990 | 2006 | 2013 | 2015 | 2017 | 2019 | 2020 | 2022 |